# هونفلدن
هونفلدن (به آلمانی: Hünfelden) یک شهر در آلمان است که در لیمبرگ-وایلبورگ واقع شده‌است. هونفلدن ۱۰٬۱۲۱ نفر جمعیت دارد.